# コンプレックスエステル
コンプレックスエステルは潤滑油に用いられる化学合成基油（シンセティックベースオイル）または添加剤で、複数のエステル系基油を混合、反応させたエステル基油の総称である。

## 特徴
エステル系の基油であるジエステル、ポリオールエステルなどは分子構造にマイナスの極性を持つ酸素分子（金属ソープ）を有するため、金属摺動面に付着する性質がある。それ故コールドスタート時や、高負荷運転時にも油膜が破断し難く、優れた潤滑性を持つ。また、一般的な鉱物油系基油より粘度指数が高く、PAO系合成基油より低い摩擦特性を持つ。
しかしエステル系基油は加水分解しやすく寿命が短い欠点があった。そのため炭素原子に分岐を持つ多価アルコール類を使い加水分解を防ぐポリオールエステルが開発された。またβ位に水素原子が無く耐熱性も改善されしたが、一方粘度指数などの性能は低下する傾向がある。また、エステル系基油の特性として特定のゴム製のオイルシールを膨張させる傾向があり、オイル漏れ・滲みを誘発する欠点があった。
このため多価アルコールと2価脂肪酸および1価脂肪酸からなる数種のエステルを組み合わせるコンプレックス化により、エステル系基油の欠点を減らすことを目的としたのがコンプレックスエステルである。競技自動車用エンジンオイルなどに用いられる。